# Emmerson Boyce
Emmerson Orlando Boyce (* 24. September 1979 in Aylesbury) ist ein ehemaliger englisch-barbadischer Fußballspieler.

## Verein
Der Verteidiger spielte von 1998 bis 2016 für diverse englische Vereine und gewann mit Wigan Athletic 2013 den FA Cup. In seiner Karriere absolvierte er insgesamt 221 Premier-League-Spiele, 111 Zweitligaspiele und 149 Drittligapartien. Außerdem bestritt er fünf Partien für Wigan in der Gruppenphase der UEFA Europa League 2013/14. Ab 2016 pausierte er vier Jahre und war dann noch einmal zwei Saisons für den Amateurverein Ashton Town aktiv.

## Nationalmannschaft
Emmerson Boyce war sowohl für England, sowie das Herkunftsland seiner Eltern, Barbados, spielberechtigt. Am 26. März 2008 debütierte für dann für die A-Nationalmannschaft von Barbados in der WM-Qualifikation gegen Dominica (1 : 0). Mit der Auswahl nahm er des Weiteren am Gold Cup 2015 und 2017 teil. In zwölf Länderspielen erzielte der Verteidiger bis 2018 insgesamt drei Tore.

## Erfolge
- Englischer Pokalsieger: 2013